# Sorguçkavaklı, Digor
Sorguçkavak là một xã thuộc huyện Digor, tỉnh Kars, Thổ Nhĩ Kỳ. Dân số thời điểm năm 2010 là 548 người.